# The Getaway: High Speed II

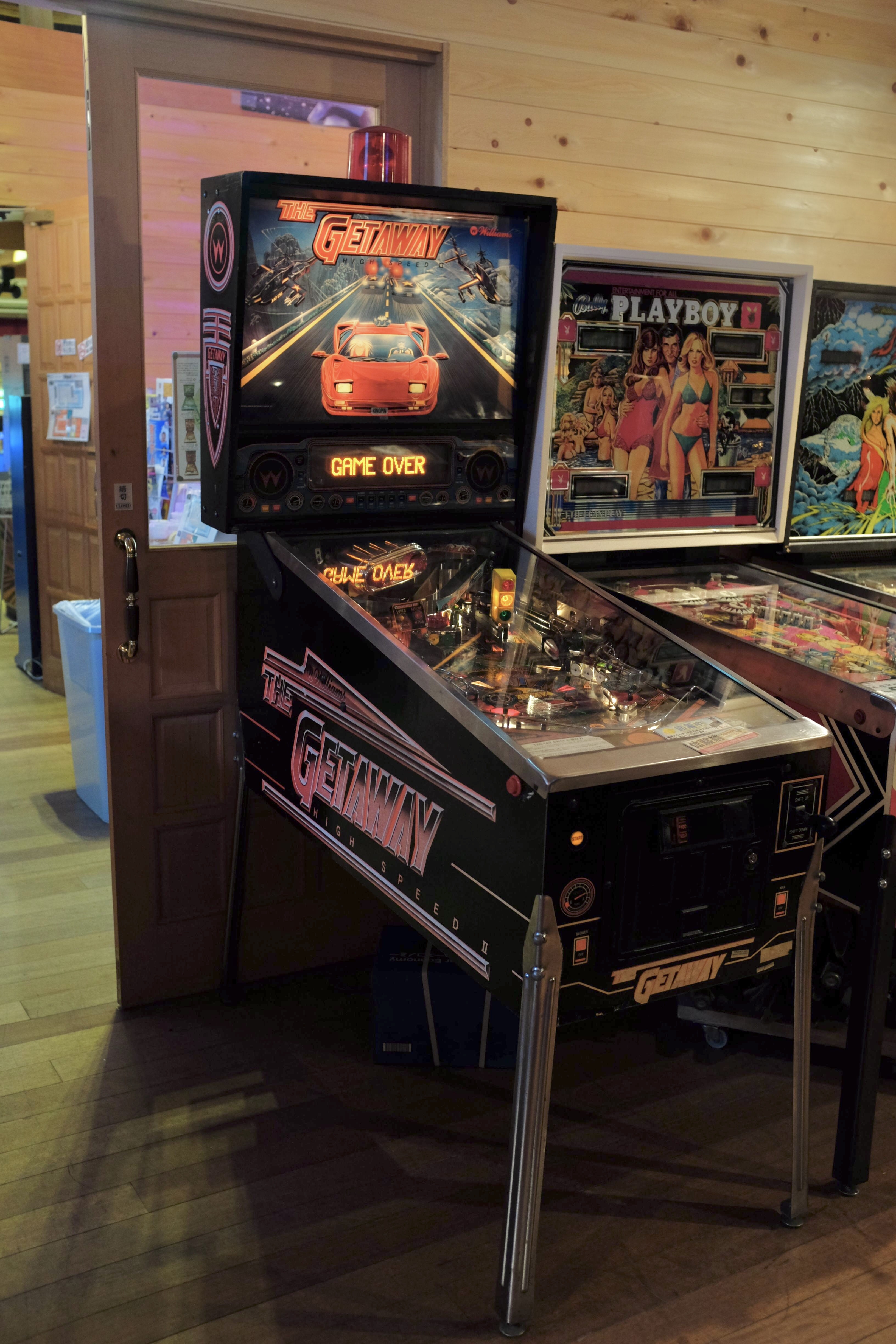
Le flipper The Getaway

The Getaway: High Speed II est un flipper créé en 1992 par Williams Electronics Games,.